# Armentia (Vitòria)

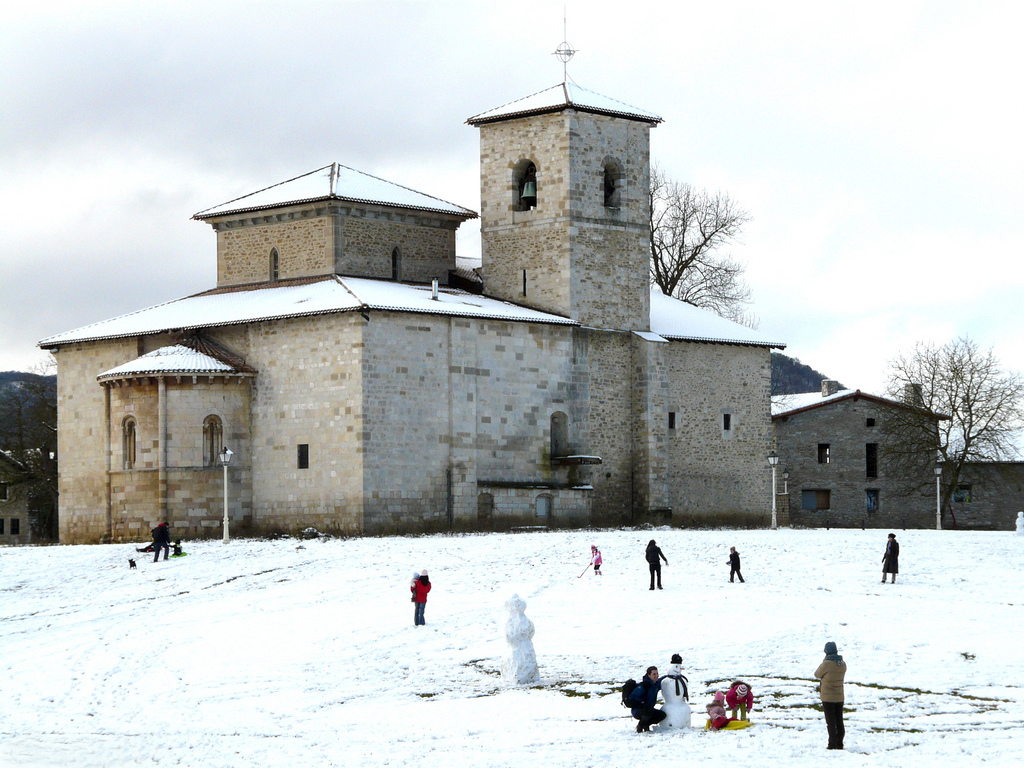
Basílica de Sant Prudenci

Armentia, és una localitat dins del municipi de Vitòria-Gasteiz. Té 233 habitants (2015). Es troba a 550 m d'alçada. Els seu nom prové del llatí armentum (hisenda). Està situada dins del Camí de Sant Jaume
La seva basílica romànica sobre creu llatina està dedicada a Sant Prudenci i es va iniciar al segle xi sobre un temple anterior del segle VIII.

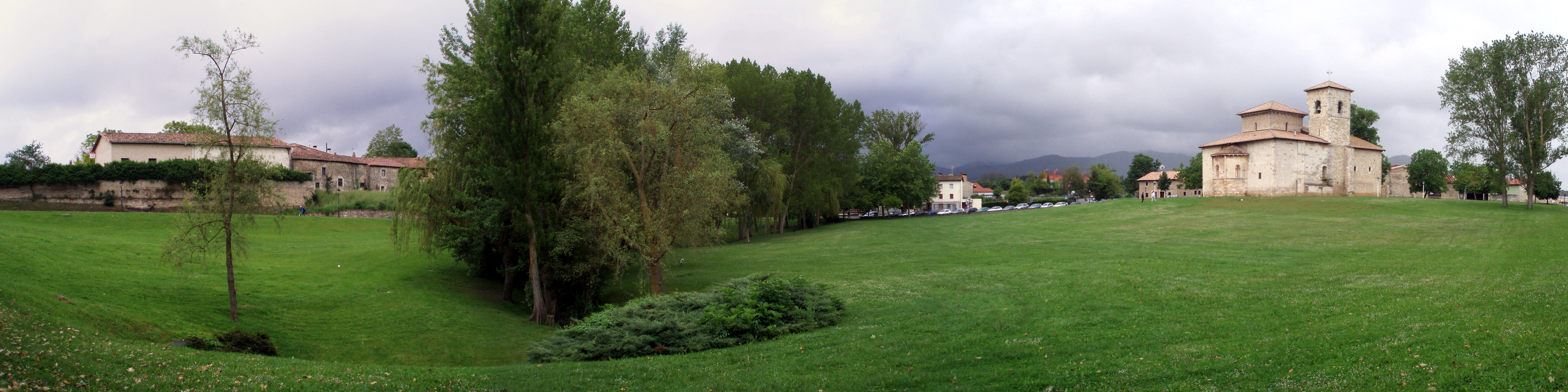
Paisatge d'Armentia.

.